# Шамбуа (Ер)
Шамбуа (фр. Chambois) — муніципалітет у Франції, у регіоні Верхня Нормандія, департамент Ер. Шамбуа утворено 1 січня 2016 року шляхом злиття муніципалітетів Аврійї, Корней i Томе-ла-Сонь. Адміністративним центром муніципалітету є Аврійї. Населення — 1373 особи (01.01.2021).